# Arvid Rydman
Arvid Rydman (født 25. juni 1884 i Alavus, død 14. maj 1953 i Pori) var en finsk gymnast, som deltog i OL 1912 i Stockholm.
Rydman var en del af det finske hold, der stillede op i frit system ved OL 1912. Holdet bestod af tyve gymnaster, og i en tæt konkurrence vandt Norge med 22,85 point, mens Rydman og Finland blev nummer to med 21,85 og Danmark nummer tre med 21,25 point.